# Вальден, Павел Борисович
Па́вел Бори́сович Ва́льден (3 августа 1887, Симбирск — 28 сентября 1948, Москва) — российский и советский военный деятель, гвардии полковник Русской императорской армии (1917), генерал-майор танковых войск Советской Армии (1944). Участник Олимпийских игр 1912 года.

## Биография
Из дворян, сын полковника. Образование получил в Нижегородском графа Аракчеева кадетском корпусе. В службу вступил в 1905. Окончил Павловское военное училище в 1907 по 1-му разряду. Выпущен подпоручиком (производство и старшинство 14 июня 1907) в лейб-гвардии 2-й стрелковый батальон (25 августа 1910 батальон развёрнут в лейб-гвардии 2-й стрелковый Царскосельский полк). Поручик гвардии в 1911.
В 1912 году поручик Вальден был приглашен в состав сборной Российской империи для участия в Олимпийских играх в Стокгольме. Принял участие в пяти стрелковых дисциплинах — индивидуальной и командной стрельбе с дистанции 300 метров из произвольной винтовки, индивидуальной стрельбе с дистанции 300 и 600 метров из военной винтовки, а также командной стрельбе с четырёх дистанций из военной винтовки. По результатам выступлений был награждён «Почётным призовым дипломом».
В 1914 году стал чемпионом Второй Всероссийской спортивной олимпиаде в стрельбе из военной винтовки на 300 метров, а также завоевал серебряную медаль соревнований в стрельбе из военной винтовки по двум мишеням на 300 метров.
Участник Первой мировой войны. Младший офицер, начальник команды пеших разведчиков, командир роты того же полка. В ноябре 1914 года был контужен в голову и ранен пулей в верхнюю часть левого бедра с последующей ампутацией левой ноги. Штабс-капитан гвардии в 1915, капитан гвардии в 1916, полковник в 1917. В конце 1917 — начале 1918 выборный командир 2-го гвардейского стрелкового резервного полка (бывшего лейб-гвардии 2-го стрелкового Царскосельского резервного). В конце октября 1917 года, во время мятежа Керенского — Краснова, на собрании представителей полка и гарнизона Царского Села был избран начальником штаба революционных войск в районе Пулкова (при командующем Петроградским военным округом подполковнике М. А. Муравьёве и военном комиссаре К. С. Еремееве) и фактически руководил боями на Пулковских высотах против наступавших на Петроград войск под командованием генерала П. Н. Краснова.
В своих воспоминаниях Л. Д. Троцкий так характеризует полковника Вальдена: «Этот Вальден был типичный полковник, и что в нём говорило, когда он шёл за нас, я до сих пор не понимаю. Полковник он был немолодой, много раз раненый. Чтобы он нам сочувствовал, этого быть не могло, потому что он ничего не понимал. Но, по-видимому, у него настолько была сильна ненависть к Керенскому, что это внушало ему временную симпатию к нам».
А вот что о нём писал Ф. Ф. Раскольников: «Тов. Вальден был одним из первых военспецов, честно послуживших Советской власти. Его имя не пользовалось широкой известностью ни до, ни после Октябрьской революции. Но в самый тяжёлый её момент, когда нас преследовали временные неудачи, угрожавшие погубить всё дело, этот скромный военный работник самоотверженно и бескорыстно пришёл нам на помощь своими знаниями и всем боевым опытом штаб-офицера».
Позднее снова командовал прежним полком (утверждён в должности Л. Д. Троцким) до его расформирования ввиду демобилизации в марте 1918 года.
С апреля 1918 года служил в РККА: инструктор стрелкового и пулемётного дела; начальник стрельбища и инспектор оружия стрельбища Петроградского гарнизона (1918—1922), преподаватель стрелково-пулемётного дела кавалерийской школы, затем курсов усовершенствования командного состава мотомеханизированных войск. На 15 января 1932 командир-руководитель Ленинградских бронетанковых курсов усовершенствования и переподготовки комсостава им. Бубнова. Одновременно преподаватель Военно-технической академии РККА (1922—1934). С 1934 старший преподаватель кафедры стрельбы из танков и самоходных установок Военной академии механизации и моторизации РККА. Полковник с 20 февраля 1938. Генерал-майор танковых войск (с 11 марта 1944; по другим данным — с 08 марта 1944). Уволен в отставку по болезни 13 марта 1948.
Умер в Москве. Похоронен на Введенском кладбище (участок № 10).

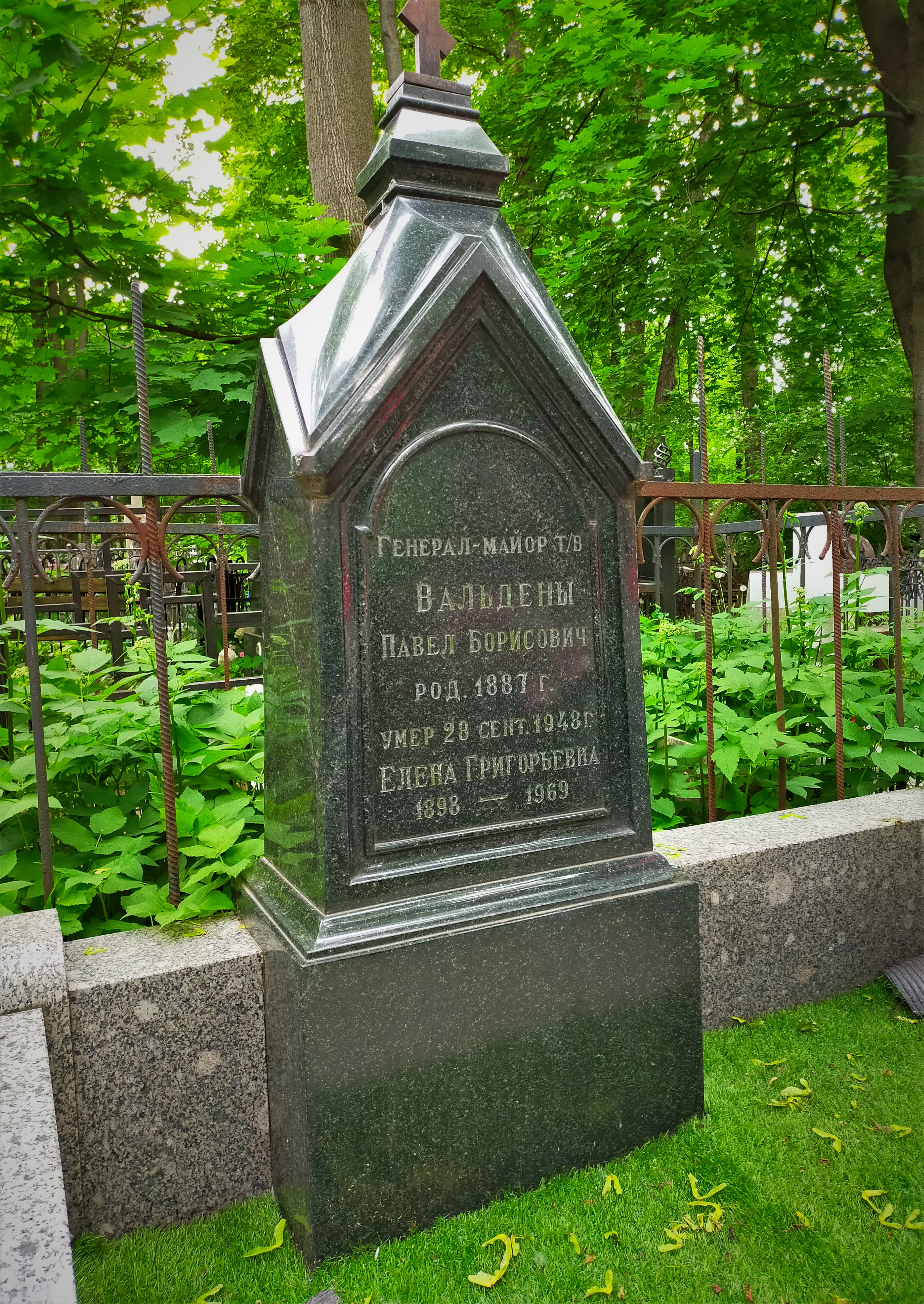
Могила П. Б. Вальдена на Введенском кладбище

## Награды
В РИА: Орден Святого Владимира 4-й степени с мечами и бантом, орден Святой Анны 3-й степени с мечами и бантом, орден Святой Анны 2-й степени с мечами, орден Святого Станислава 2-й степени с мечами, Георгиевское оружие (высочайший приказ от 1 июня 1915).
В РККА: орден Ленина (21.02.1945), орден Красного Знамени (3.11.1944), орден Красной Звезды (15.12.1943), медаль «XX лет РККА», медаль «За победу над Германией в Великой Отечественной войне 1941—1945 гг.», нагрудный знак «Отличник РККА».